# 张同绶
张同绶（？—？），安徽桐城人，是一名清朝政治人物。
张同绶曾于1837年接替竺陈简任福建永安县知县一职，1838年由沈功枚接任。